# Aeromys
Aeromys là một chi động vật có vú trong họ Sóc, bộ Gặm nhấm. Chi này được Robinson and Kloss miêu tả năm 1915. Loài điển hình của chi này là Pteromys tephromelas Günther, 1873.

## Các loài
Chi này gồm 2 loài:
- Aeromys tephromelas, (Günther, 1873) - Sóc bay đen tuyền
- Aeromys thomasi, (Hose, 1900) - Sóc bay Thomas